# Фредо Сантана
Деррик Коулман (англ. Derrick Coleman; 4 июля 1990, Чикаго, Иллинойс – 19 января 2018, Лос-Анджелес, Калифорния), более известный как Fredo Santana — американский рэпер. Являлся двоюродным братом Chief Keef.

## Биография
Дебютный студийный альбом Trappin Ain't Dead был выпущен 31 октября 2013, на лейбле Savage Squad и достиг 45 номера в чарте Billboard 200. Второй альбом Fredo Fredo Krueger 2, был выпущен 8 сентября 2017, он является сиквелом его микстейпа Fredo Krueger.
Сантана умер от сердечного приступа 19 января 2018.

## Карьера
Первый микстейп Фредо, It's a Scary Site, был выпущен 20 сентября 2012 года. Он показал производство TM88, Young Chop, 12Hunna, Leek E Leek, J-Hill, C-Sick и Paris Bueller, а также выступления гостей от Chief Keef, Lil Reese, King L, Gino Marley, Frenchie, Lil Herb, Lil Bibbyи Lil Durk. Второй микстейп Сантаны, Fredo Kruger, был выпущен 28 февраля 2013 года и включал в себя производство 808 Mafia, Young Chop и Mike Will Made It, а также выступления гостей из Migos, Juelz Santana, Soulja Boy, Young Scooter, Fat Trel,  Alley Boy, Lil Durk и Lil Rizz среди других. Позже он будет выпущен для розничной продажи через iTunes, 7 мая 2013 года.
24 сентября 2013 года Фредо Сантана сыграл эпизодическую роль в клипе Дрейка на песню "Hold On, We're Going Home", в котором он изобразил плохого парня, похищающего "девушку" Дрейка.
Его дебютный альбом, Trappin Ain't Dead, был выпущен в ноябре 20, 2013. В качестве приглашенных гостей на альбоме выступили Kendrik Lamar, Chief Keef, Peewee Longway и другие участники Glory Boyz Entertainment. It's a Scary Site 2 был выпущен 20 декабря 2013 года.

27 февраля 2014 года Сантана объявил, что они с Chief Keef`ом собираются выпустить совместный альбом "Blood Thicker Than Water", который так и не был реализован. 9 июля 2014 года он обнародовал трек-лист своего грядущего альбома Walking Legend

## Личная жизнь
Сантана был старшим двоюродным братом Chief Keef.
У Сантаны есть сын, который родился в 2017 году.

### Проблемы со здоровьем
Сантана был заядлым наркоманом, в какой-то момент пристрастился к психотропным веществам и лину. Сантана объяснил свое тяжелое употребление наркотиков травмой, полученной в детстве, признав, что он страдает посттравматическим стрессовым расстройством и обратился к наркотикам как к механизму преодоления.
Сантана был госпитализирован в марте 2017 года после припадка, в котором он обвинял большую рабочую нагрузку и плохой график сна. После того, как приступы продолжались, Сантане был поставлен диагноз "идиопатическая эпилепсия" в мае 2017 года и выписан леветирацетам. Несмотря на лекарства, у Сантаны продолжали случаться приступы, обычно несколько подряд.

Сантана был госпитализирован еще раз в октябре 2017 года после того, как друг и коллега рэпер Джино Марли нашел Сантану в середине припадка на полу своего дома с кровью изо рта. Его срочно доставили в больницу с диагнозом "печеночная и почечная недостаточность", основными причинами которой были его пристрастие к психотропным веществам и лину. Сантана выразил заинтересованность в том, чтобы пройти реабилитацию, находясь в больнице.

## Смерть
Вечером 19 января 2018, около 23:30 по местному времени девушка Сантаны обнаружила, что он не отвечает в их доме в Резеде, Лос-Анджелес. Вскоре после этого Сантана был объявлен мёртвым. У него случился фатальный припадок, а вскрытие показало, что в дополнение к предыдущим болезням, от которых он страдал, у него развилось сердечно-сосудистое заболевание. Сантана - один из знаменитостей, которым на момент смерти было 27 лет.

## Дискография

### Студийные альбомы
| Название           | Детали альбома                                                                                | Высшая позиция в чарте | Высшая позиция в чарте | Высшая позиция в чарте |
| Название           | Детали альбома                                                                                | US                     | US R&B/Hip-Hop         | US Rap                 |
| ------------------ | --------------------------------------------------------------------------------------------- | ---------------------- | ---------------------- | ---------------------- |
| Trappin Ain't Dead | - Выпущен: 31 октября 2013 - Лейбл: Savage Squad Records - Формат: Цифровая загрузка          | 45                     | —                      | —                      |
| Fredo Kruger 2     | - Выпущен: 8 сентября 2017 - Лейблы: Savage Squad Records, Empire - Формат: цифровая загрузка | —                      | —                      | —                      |

### Микстейпы
- It's a Scary Site (2012)[13]
- Fredo Kruger (2013)[14]
- Street Shit (совместно с Gino Marley) (2013)[15]
- It's a Scary Site 2 (2013)[16]
- Walking Legend (2014)[17]
- Ain't No Money Like Trap Money (2015)[18]
- Fredo Mafia (совместно с 808 Mafia) (2016)
- Plugged In (2017)[19]

### Синглы
| Название                                  | Год  | Альбом              |
| ----------------------------------------- | ---- | ------------------- |
| «I Need More» (при участии Young Scooter) | 2013 | Fredo Kruger        |
| «Bird Talk»                               | 2013 | It's a Scary Site 2 |
| «Jealous» (при участии Kendrick Lamar)    | 2013 | Trappin Ain't Dead  |
| «It's Only Right»                         | 2014 | Walking Legend      |

### Гостевые участия
- «Familiar» (совместно с Ty Dolla Sign) (2014)[22]